# Verfassung der Volksrepublik China
Die Verfassung der Volksrepublik China bildet die Grundlage des chinesischen Rechtssystems. Die heutige Verfassung stammt vom 4. Dezember 1982 und wurde in den Jahren 1988, 1993, 1999 und 2004 sowie 2018 angepasst.

## Geschichte
Am 29. September 1949 trat eine provisorische Verfassung der neu gegründeten Volksrepublik China in Kraft. Am 20. September 1954 wurde dann die erste Verfassung der Volksrepublik China erlassen, die auch als Erste Mao-Verfassung bezeichnet wird. Sie definierte die Volksrepublik als Volksstaat, der von der Arbeiterklasse geführt wird und auf dem Bündnis von Arbeiterklasse und Bauernschaft beruhte. Der Aufbau des Volksstaates sollte zu einer sozialistischen Gesellschaftsordnung führen. Außerdem schrieb sie Grundrechte wie z. B. das Recht auf Arbeit fest. Ferner wurden die im Bürgerkrieg von den Armeen aufgebauten fünf Regionalverwaltungen durch eine Gliederung in Provinzen und autonome Gebiete ersetzt.
Insbesondere während der Zeit der Kulturrevolution, einer politischen Kampagne zwischen 1966 und 1976, die von Mao Zedong ausgelöst wurde, um seine Macht gegenüber realen und vermeintlichen Gegnern in der kommunistischen Partei zu behaupten, spielten die Regelungen der Verfassung in der politischen Praxis nur eine untergeordnete Rolle. Recht und Ordnung waren de facto vollständig außer Kraft gesetzt.
Die Verfassung von 1954 wurde insgesamt dreimal revidiert, nämlich im Januar 1975 unter Mao Zedong und Zhou Enlai (Zweite Mao-Verfassung), im März 1978 nach dem Tod Maos und dem endgültigen Ende der Kulturrevolution und im Dezember 1982 nach der Verurteilung der Viererbande und dem Beginn der wirtschaftlichen Reform- und Öffnungspolitik unter Deng Xiaoping.

## Verfassungsinhalt
Die heute geltende Fassung der Chinesischen Verfassung wurde auf der 5. Sitzung des 5. Nationalen Volkskongresses am 4. Dezember 1982 angenommen.
Artikel 1 der Verfassung regelt die Vormachtstellung der Kommunistischen Partei im Staat: Die Volksrepublik China ist ein sozialistischer Staat unter der demokratischen Diktatur des Volkes, der von der Arbeiterklasse geführt wird und auf dem Bündnis der Arbeiter und Bauern beruht. Die Verfassung enthält die folgenden fünf Teile:
Präambel
I. Allgemeine Grundsätze
II. Grundlegende Rechte und Pflichten der Bürger
III. Struktur des Staates
IV. Staatsflagge, Staatswappen und Hauptstadt
Nach Kapitel III sind die Organe des Staates:
1. Nationaler Volkskongress mit seinen etwa 3000 Abgeordneten als das formal oberste Staatsorgan,
2. Staatspräsident mit einer rein repräsentativen Funktion,
3. Staatsrat, als oberstes Organ der Staatsregierung und der Staatsverwaltung, bestehend aus dem Ministerpräsidenten, den Stellvertretenden Ministerpräsidenten, den Staatssekretären und den Fachministern,
4. Rechtsprechende Gewalt,
5. Zentrale Militärkommission.

Bereits die erste Verfassung der Volksrepublik China (1954) enthielt einen Grundrechte- und Grundpflichtenkatalog (Art. 85 bis 103), der die Grundrechte zumindest formal schützte. Im Kapitel Allgemeine Grundsätze (Art. 1 bis 20) wurden unter anderem der Schutz des persönlichen Eigentums der Bürger (Art. 11) und der Schutz des noch vorhandenen kapitalistischen Eigentums (Art. 10) versprochen. Der Nationale Volkskongress (NVK) beschloss am 14. März 2004 weitgehende Änderungen der chinesischen Verfassung. Allerdings wurden hinsichtlich der Grundrechte keine grundsätzlichen Veränderungen vorgenommen, sondern es wurden lediglich erstmals explizit die Begriffe Menschenrechte und Privateigentum verwendet:
Der Staat respektiert und wahrt die Menschenrechte. (Art. 33)
Das gesetzliche Privateigentum der Bürger ist unverletzlich. (Art. 13)
Inwiefern vor allem Letzteres auch tatsächlich umgesetzt wird, ist umstritten.
Die alte Verfassung war noch bis März 2005 gültig. Der ständige Ausschuss des Nationalen Volkskongresses beschloss außerdem, in den folgenden fünf Jahren rund 60 Gesetze und Gesetzesvorlagen zu überprüfen. Darunter befinden sich Gesetze zur Verantwortlichkeit bei Rechtsverletzungen, zur sozialen Absicherung und Sozialhilfe sowie ein Gesetz über Arbeitsverträge. Insgesamt zeichnet sich eine langsame Modernisierung und Verrechtlichung der Gesellschaft und der Sozialsysteme ab.